# Claudio Paris (calciatore)
Claudio Martin Paris (Mar del Plata, 31 marzo 1973) è un ex calciatore argentino, di ruolo centrocampista.

## Statistiche

### Cronologia presenze e reti in nazionale
| Cronologia completa delle presenze e delle reti in nazionale ― Argentina under 20 | Cronologia completa delle presenze e delle reti in nazionale ― Argentina under 20 | Cronologia completa delle presenze e delle reti in nazionale ― Argentina under 20 | Cronologia completa delle presenze e delle reti in nazionale ― Argentina under 20 | Cronologia completa delle presenze e delle reti in nazionale ― Argentina under 20 | Cronologia completa delle presenze e delle reti in nazionale ― Argentina under 20 | Cronologia completa delle presenze e delle reti in nazionale ― Argentina under 20 | Cronologia completa delle presenze e delle reti in nazionale ― Argentina under 20 |
| Data                                                                              | Città                                                                             | In casa                                                                           | Risultato                                                                         | Ospiti                                                                            | Competizione                                                                      | Reti                                                                              | Note                                                                              |
| --------------------------------------------------------------------------------- | --------------------------------------------------------------------------------- | --------------------------------------------------------------------------------- | --------------------------------------------------------------------------------- | --------------------------------------------------------------------------------- | --------------------------------------------------------------------------------- | --------------------------------------------------------------------------------- | --------------------------------------------------------------------------------- |
| 15-6-1991                                                                         | Lisbona                                                                           | Argentina under 20                                                                | 0 – 1                                                                             | Corea unificata under 20                                                          | Mondiali Under-20 1991 - 1º turno                                                 | -                                                                                 | 54’ 56’                                                                           |
| 17-6-1991                                                                         | Lisbona                                                                           | Portogallo under 20                                                               | 3 – 0                                                                             | Argentina under 20                                                                | Mondiali Under-20 1991 - 1º turno                                                 | -                                                                                 | 42’                                                                               |
| Totale                                                                            |                                                                                   | Presenze                                                                          | 2                                                                                 |                                                                                   | Reti                                                                              | 0                                                                                 |                                                                                   |